# Beočin
Beočin (in serbo Беочин?, in ungherese Belcsény) è una città e una municipalità del Distretto della Bačka Meridionale nella parte occidentale della provincia autonoma della Voivodina. Principale attrattiva è il famoso Monastero di Beočin, risalente al XVI secolo.